# Alessandro Manuel Benvenuto
Alessandro Manuel Benvenuto (Venaria Reale, 23 luglio 1986) è un politico italiano.

## Biografia

### Attività politica
Segretario Provinciale della Lega Nord Torino da novembre 2011 al 2020. Commissario Provinciale della Lega per Salvini Premier Torino da agosto 2020 a dicembre 2022.

#### Elezione a Consigliere Regionale del Piemonte
Consigliere regionale del Piemonte dal 30 giugno 2014 al 30 marzo 2018 (X legislatura), eletto per la Lega Nord con 2801 preferenze.
Dal 30 giugno 2014 al 31 dicembre 2016 siede nell’Ufficio di Presidenza con il ruolo di Consigliere Segretario del Consiglio Regionale del Piemonte.

#### Elezione a deputato
Alle elezioni politiche del 2018 viene eletto deputato nel collegio uninominale di Ivrea sostenuto dalla coalizione di centro destra in quota Lega (XVIII legislatura).
Dal 21 giugno 2018 al 28 luglio 2020 assume la carica di Presidente della VIII Commissione Ambiente, territorio e lavori pubblici presso la Camera dei deputati. Successivamente rimarrà all’interno della medesima commissione fino al 12 ottobre 2022 data di cessazione della XVIII legislatura.
Dal 3 marzo 2021 al 12 ottobre 2022 è membro della Commissione Parlamentare Bicamerale di Inchiesta sulle “Attività Illecite connesse al Ciclo dei Rifiuti e su Illeciti Ambientali ad esse correlati”.
Alle elezioni anticipate del 25 settembre 2022 risulta eletto nel Collegio Plurinominale Piemonte 1 - 02 (XIX legislatura). Il 19 ottobre viene eletto Questore della Camera.

#### Altri incarichi istituzionali
Membro del Consiglio di Amministrazione dell'Ires Piemonte (Ente della Regione Piemonte) dal 2010 al 2014.
Consigliere comunale a Venaria dal 2010 al 2013.